# Sistema numerico binario
Il sistema numerico binario è un sistema numerico posizionale in base 2. Esso utilizza solo due simboli, di solito indicati con 0 e 1, invece delle dieci cifre utilizzate dal sistema numerico decimale. Ciascuno dei numeri espressi nel sistema numerico binario è definito "numero binario".
In informatica il sistema binario è utilizzato per la rappresentazione interna dell'informazione dalla quasi totalità degli elaboratori elettronici, in quanto le caratteristiche fisiche dei circuiti digitali rendono molto conveniente la gestione di due soli valori, rappresentati fisicamente da due diversi livelli di tensione elettrica. Tali valori assumono convenzionalmente il significato numerico di 0 e 1 oppure quelli di vero e falso della logica booleana.

## Rappresentazione
Un numero binario è una sequenza di cifre binarie. Ogni cifra in posizione {\displaystyle n} (contate da destra verso sinistra iniziando da zero) si considera moltiplicata per {\displaystyle 2^{n}}, anziché per {\displaystyle 10^{n}}, come avviene nella numerazione decimale.
Nella seguente tabella vengono confrontate le rappresentazioni binarie, esadecimale e decimale dei numeri compresi tra 0 e 15:
| Binario | Esadecimale | Decimale |
| ------- | ----------- | -------- |
| 02      | 016         | 0        |
| 12      | 116         | 1        |
| 102     | 216         | 2        |
| 112     | 316         | 3        |
| 1002    | 416         | 4        |
| 1012    | 516         | 5        |
| 1102    | 616         | 6        |
| 1112    | 716         | 7        |
| 10002   | 816         | 8        |
| 10012   | 916         | 9        |
| 10102   | A16         | 10       |
| 10112   | B16         | 11       |
| 11002   | C16         | 12       |
| 11012   | D16         | 13       |
| 11102   | E16         | 14       |
| 11112   | F16         | 15       |

La formula per convertire un numero da binario a decimale (dove con {\displaystyle d_{n}} si indica la cifra di posizione {\displaystyle n} all'interno del numero, contate da destra verso sinistra iniziando da 0) è
{\displaystyle d_{n}2^{n}+d_{n-1}2^{n-1}+\dots +d_{1}2^{1}+d_{0}2^{0}=N_{10}}
Ad esempio
{\displaystyle 1001_{2}=1\cdot 2^{3}+0\cdot 2^{2}+0\cdot 2^{1}+1\cdot 2^{0}=9_{10}}.
L'utilizzo dei numeri binari non è ristretto esclusivamente alla rappresentazione dei numeri interi positivi. Adottando alcune convenzioni, è possibile rappresentare numeri interi relativi in binario. Oltre al segno è possibile esprimere in binario i numeri razionali utilizzando, per esempio, lo standard IEEE 754.

## Operazioni aritmetiche
I numeri binari possono essere messi in relazione tramite operazioni aritmetiche, con regole simili a quelle del sistema decimale. Le quattro operazioni aritmetiche eseguibili sono: addizione, sottrazione, moltiplicazione e divisione. Per rendere possibili le operazioni aritmetiche e l'elaborazione dei segnali digitali è necessario esprimere i numeri binari tenendo conto del loro segno.

### Addizione
L'addizione fra due o più numeri binari è analoga a quella riferita ai numeri decimali. La regola applicata in questo caso è la seguente:
1. 0+0=0
2. 0+1=1
3. 1+0=1
4. 1+1=0 con riporto di 1 alla colonna verso sinistra

Quando si ha un riporto si aggiunge 1 sulla colonna di sinistra (quella più significativa) e si procede rispettando la regola della somma.

### Sottrazione
La sottrazione nel sistema binario si svolge nel modo seguente:
1. 0-0=0
2. 0-1=1 con prestito di 1 dalla colonna a sinistra
3. 1-0=1
4. 1-1=0

Quando si ha un prestito si sottrae 1 dalla colonna di sinistra (quella più significativa) e si procede rispettando la regola della differenza. Se sulla colonna di sinistra non si può concedere il prestito perché la cifra è 0, esso si trascina alla colonna successiva verso sinistra finché non si restituisce il prestito.

### Moltiplicazione
La regola del prodotto binario segue esattamente quella della moltiplicazione di due numeri decimali. Infatti si ha:
1. 0 × 0=0
2. 0 × 1=0
3. 1 × 0=0
4. 1 × 1=1

### Divisione
L'operazione della divisione rispetta la regola: 
{\displaystyle D=Q\times d+R}
dove {\displaystyle D} è il dividendo, {\displaystyle d} il divisore, {\displaystyle Q} è il quoziente ed {\displaystyle R} il resto.
Per eseguire una divisione si può procedere tramite il metodo tradizionale in cui si procede per sottrazioni successive tra il dividendo e il divisore d fino a che il risultato diventi inferiore al divisore. Il risultato finale rappresenta il resto mentre il numero di sottrazioni rappresenta il quoziente.

## Storia
Il sistema numerico binario ha molti padri. Il primo a proporne l'uso fu Juan Caramuel con la pubblicazione del volume Mathesis biceps. Vetus, et noua, pubblicato a Campagna nel 1669. Se ne trova traccia anche nelle opere di Nepero. Successivamente, il matematico tedesco Gottfried Wilhelm von Leibniz ne studiò per primo l'aritmetica. Questa è la ragione per cui questo sistema di numerazione è considerato tra le sue più grandi invenzioni. Però non ebbe un seguito immediato. L'aritmetica binaria venne ben presto dimenticata e riscoperta solo nel 1847 grazie al matematico inglese George Boole, creatore dell'algebra booleana, che aprirà l'orizzonte alle grandi scuole di logica matematica del Novecento e soprattutto alla nascita del calcolatore elettronico.